# Декстер-Сіті (Огайо)
Декстер-Сіті (англ. Dexter City) — селище (англ. village) в США, в окрузі Нобл штату Огайо. Населення — 81 особа (2020).

## Географія
Декстер-Сіті розташований за координатами 39°39′34″ пн. ш. 81°28′28″ зх. д. / 39.65944° пн. ш. 81.47444° зх. д. (39.659344, -81.474477).  За даними Бюро перепису населення США в 2010 році селище мало площу 0,45 км², з яких 0,43 км² — суходіл та 0,02 км² — водойми.

## Демографія
Згідно з переписом 2010 року, у селищі мешкало 129 осіб у 51 домогосподарстві у складі 36 родин. Густота населення становила 288 осіб/км².  Було 56 помешкань (125/км²).
Расовий склад населення:
| - 95,3 % — білих - 0,8 % — чорних або афроамериканців |

До двох чи більше рас належало 3,9 %. Частка іспаномовних становила 0,0 % від усіх жителів.
За віковим діапазоном населення розподілялося таким чином: 27,1 % — особи молодші 18 років, 62,0 % — особи у віці 18—64 років, 10,9 % — особи у віці 65 років та старші. Медіана віку мешканця становила 38,5 року. На 100 осіб жіночої статі у селищі припадало 98,5 чоловіків;  на 100 жінок у віці від 18 років та старших — 100,0 чоловіків також старших 18 років.
Середній дохід на одне домашнє господарство  становив 37 789 доларів США (медіана — 33 393), а середній дохід на одну сім'ю — 50 164 долари (медіана — 60 250). За межею бідності перебувало 21,1 % осіб, у тому числі 5,4 % дітей у віці до 18 років та 0,0 % осіб у віці 65 років та старших.
Цивільне працевлаштоване населення становило 54 особи. Основні галузі зайнятості: роздрібна торгівля — 29,6 %, транспорт — 18,5 %, мистецтво, розваги та відпочинок — 16,7 %.